# 브리티시 홈 챔피언십

브리티시 홈 챔피언십(영어: British Home Championship)은 영국 국내의 4개 지역(잉글랜드·스코틀랜드·웨일스·북아일랜드)의 대표팀에 의해 제의된 축구 대회이다. 1884년 처음 개최되어 세계에서 가장 오래된 국제 축구 대회이며, 1984년까지 개최되었다.

## 역대 대회
| 연도             | 우승                                        | 준우승                                      | 3위                                         | 4위                                         |
| ---------------- | ------------------------------------------- | ------------------------------------------- | ------------------------------------------- | ------------------------------------------- |
| 1883-84          | 스코틀랜드                                  | 잉글랜드                                    | 웨일스                                      | 아일랜드                                    |
| 1884-85          | 스코틀랜드                                  | 잉글랜드                                    | 웨일스                                      | 아일랜드                                    |
| 1885-86          | 스코틀랜드 / 잉글랜드                       | 스코틀랜드 / 잉글랜드                       | 웨일스                                      | 아일랜드                                    |
| 1886-87          | 스코틀랜드                                  | 잉글랜드                                    | 아일랜드                                    | 웨일스                                      |
| 1887-88          | 잉글랜드                                    | 스코틀랜드                                  | 웨일스                                      | 아일랜드                                    |
| 1888-89          | 스코틀랜드                                  | 잉글랜드                                    | 웨일스                                      | 아일랜드                                    |
| 1889-90          | 잉글랜드 / 스코틀랜드                       | 잉글랜드 / 스코틀랜드                       | 웨일스                                      | 아일랜드                                    |
| 1890-91          | 잉글랜드                                    | 스코틀랜드                                  | 아일랜드                                    | 웨일스                                      |
| 1891-92          | 잉글랜드                                    | 스코틀랜드                                  | 아일랜드 / 웨일스                           | 아일랜드 / 웨일스                           |
| 1892-93          | 잉글랜드                                    | 스코틀랜드                                  | 아일랜드                                    | 웨일스                                      |
| 1893-94          | 스코틀랜드                                  | 잉글랜드                                    | 웨일스                                      | 아일랜드                                    |
| 1894-95          | 잉글랜드                                    | 웨일스 / 스코틀랜드                         | 웨일스 / 스코틀랜드                         | 아일랜드                                    |
| 1895-96          | 스코틀랜드                                  | 잉글랜드                                    | 웨일스                                      | 아일랜드                                    |
| 1896-97          | 스코틀랜드                                  | 잉글랜드                                    | 아일랜드                                    | 웨일스                                      |
| 1897-98          | 잉글랜드                                    | 스코틀랜드                                  | 아일랜드                                    | 웨일스                                      |
| 1898-99          | 잉글랜드                                    | 스코틀랜드                                  | 아일랜드                                    | 웨일스                                      |
| 1899-1900        | 스코틀랜드                                  | 웨일스 / 잉글랜드                           | 웨일스 / 잉글랜드                           | 아일랜드                                    |
| 1900-01          | 잉글랜드                                    | 스코틀랜드                                  | 웨일스                                      | 아일랜드                                    |
| 1901-02          | 스코틀랜드                                  | 잉글랜드                                    | 아일랜드                                    | 웨일스                                      |
| 1902-03          | 잉글랜드 / 아일랜드 / 스코틀랜드            | 잉글랜드 / 아일랜드 / 스코틀랜드            | 잉글랜드 / 아일랜드 / 스코틀랜드            | 웨일스                                      |
| 1903-04          | 잉글랜드                                    | 아일랜드                                    | 스코틀랜드 / 웨일스                         | 스코틀랜드 / 웨일스                         |
| 1904-05          | 잉글랜드                                    | 웨일스                                      | 스코틀랜드 / 아일랜드                       | 스코틀랜드 / 아일랜드                       |
| 1905-06          | 잉글랜드 / 스코틀랜드                       | 잉글랜드 / 스코틀랜드                       | 웨일스                                      | 아일랜드                                    |
| 1906-07          | 웨일스                                      | 잉글랜드                                    | 스코틀랜드                                  | 아일랜드                                    |
| 1907-08          | 잉글랜드 / 스코틀랜드                       | 잉글랜드 / 스코틀랜드                       | 아일랜드                                    | 웨일스                                      |
| 1908-09          | 잉글랜드                                    | 웨일스                                      | 스코틀랜드                                  | 아일랜드                                    |
| 1909-10          | 스코틀랜드                                  | 잉글랜드 / 아일랜드                         | 잉글랜드 / 아일랜드                         | 웨일스                                      |
| 1910-11          | 잉글랜드                                    | 스코틀랜드                                  | 웨일스                                      | 아일랜드                                    |
| 1911-12          | 잉글랜드 / 스코틀랜드                       | 잉글랜드 / 스코틀랜드                       | 아일랜드                                    | 웨일스                                      |
| 1912-13          | 잉글랜드                                    | 스코틀랜드 / 웨일스                         | 스코틀랜드 / 웨일스                         | 아일랜드                                    |
| 1913-14          | 아일랜드                                    | 스코틀랜드                                  | 잉글랜드                                    | 웨일스                                      |
| 1914-15          | 제1차 세계 대전으로 취소됨                  | 제1차 세계 대전으로 취소됨                  | 제1차 세계 대전으로 취소됨                  | 제1차 세계 대전으로 취소됨                  |
| 1915-16          | 제1차 세계 대전으로 취소됨                  | 제1차 세계 대전으로 취소됨                  | 제1차 세계 대전으로 취소됨                  | 제1차 세계 대전으로 취소됨                  |
| 1916-17          | 제1차 세계 대전으로 취소됨                  | 제1차 세계 대전으로 취소됨                  | 제1차 세계 대전으로 취소됨                  | 제1차 세계 대전으로 취소됨                  |
| 1917-18          | 제1차 세계 대전으로 취소됨                  | 제1차 세계 대전으로 취소됨                  | 제1차 세계 대전으로 취소됨                  | 제1차 세계 대전으로 취소됨                  |
| 1918-19          | 제1차 세계 대전으로 취소됨                  | 제1차 세계 대전으로 취소됨                  | 제1차 세계 대전으로 취소됨                  | 제1차 세계 대전으로 취소됨                  |
| 1919-20          | 웨일스                                      | 스코틀랜드 / 잉글랜드                       | 스코틀랜드 / 잉글랜드                       | 아일랜드                                    |
| 1920-21          | 스코틀랜드                                  | 웨일스 / 잉글랜드                           | 웨일스 / 잉글랜드                           | 아일랜드                                    |
| 1921-22          | 스코틀랜드                                  | 웨일스 / 잉글랜드                           | 웨일스 / 잉글랜드                           | 아일랜드                                    |
| 1922-23          | 스코틀랜드                                  | 잉글랜드                                    | 아일랜드                                    | 웨일스                                      |
| 1923-24          | 웨일스                                      | 스코틀랜드                                  | 아일랜드                                    | 잉글랜드                                    |
| 1924-25          | 스코틀랜드                                  | 잉글랜드                                    | 웨일스 / 아일랜드                           | 웨일스 / 아일랜드                           |
| 1925-26          | 스코틀랜드                                  | 아일랜드                                    | 웨일스                                      | 잉글랜드                                    |
| 1926-27          | 스코틀랜드 / 잉글랜드                       | 스코틀랜드 / 잉글랜드                       | 웨일스 / 아일랜드                           | 웨일스 / 아일랜드                           |
| 1927-28          | 웨일스                                      | 아일랜드                                    | 스코틀랜드                                  | 잉글랜드                                    |
| 1928-29          | 스코틀랜드                                  | 잉글랜드                                    | 웨일스 / 아일랜드                           | 웨일스 / 아일랜드                           |
| 1929-30          | 잉글랜드                                    | 스코틀랜드                                  | 아일랜드                                    | 웨일스                                      |
| 1930-31          | 잉글랜드 / 스코틀랜드                       | 잉글랜드 / 스코틀랜드                       | 웨일스                                      | 아일랜드                                    |
| 1931-32          | 잉글랜드                                    | 스코틀랜드                                  | 아일랜드                                    | 웨일스                                      |
| 1932-33          | 웨일스                                      | 스코틀랜드                                  | 잉글랜드                                    | 아일랜드                                    |
| 1933-34          | 웨일스                                      | 잉글랜드                                    | 아일랜드                                    | 스코틀랜드                                  |
| 1934-35          | 스코틀랜드 / 잉글랜드                       | 스코틀랜드 / 잉글랜드                       | 웨일스 / 아일랜드                           | 웨일스 / 아일랜드                           |
| 1935-36          | 스코틀랜드                                  | 웨일스 / 잉글랜드                           | 웨일스 / 잉글랜드                           | 아일랜드                                    |
| 1936-37          | 웨일스                                      | 스코틀랜드                                  | 잉글랜드                                    | 아일랜드                                    |
| 1937-38          | 잉글랜드                                    | 스코틀랜드 / 아일랜드                       | 스코틀랜드 / 아일랜드                       | 웨일스                                      |
| 1938-39          | 잉글랜드 / 웨일스 / 스코틀랜드              | 잉글랜드 / 웨일스 / 스코틀랜드              | 잉글랜드 / 웨일스 / 스코틀랜드              | 아일랜드                                    |
| 1939-40          | 제2차 세계 대전으로 취소됨                  | 제2차 세계 대전으로 취소됨                  | 제2차 세계 대전으로 취소됨                  | 제2차 세계 대전으로 취소됨                  |
| 1940-41          | 제2차 세계 대전으로 취소됨                  | 제2차 세계 대전으로 취소됨                  | 제2차 세계 대전으로 취소됨                  | 제2차 세계 대전으로 취소됨                  |
| 1941-42          | 제2차 세계 대전으로 취소됨                  | 제2차 세계 대전으로 취소됨                  | 제2차 세계 대전으로 취소됨                  | 제2차 세계 대전으로 취소됨                  |
| 1942-43          | 제2차 세계 대전으로 취소됨                  | 제2차 세계 대전으로 취소됨                  | 제2차 세계 대전으로 취소됨                  | 제2차 세계 대전으로 취소됨                  |
| 1943-44          | 제2차 세계 대전으로 취소됨                  | 제2차 세계 대전으로 취소됨                  | 제2차 세계 대전으로 취소됨                  | 제2차 세계 대전으로 취소됨                  |
| 1944-45          | 제2차 세계 대전으로 취소됨                  | 제2차 세계 대전으로 취소됨                  | 제2차 세계 대전으로 취소됨                  | 제2차 세계 대전으로 취소됨                  |
| 1945-46 (비공식) | 스코틀랜드                                  | 아일랜드 / 잉글랜드 / 웨일스                | 아일랜드 / 잉글랜드 / 웨일스                | 아일랜드 / 잉글랜드 / 웨일스                |
| 1946-47          | 잉글랜드                                    | 아일랜드                                    | 스코틀랜드 / 웨일스                         | 스코틀랜드 / 웨일스                         |
| 1947-48          | 잉글랜드                                    | 웨일스                                      | 아일랜드                                    | 스코틀랜드                                  |
| 1948-49          | 스코틀랜드                                  | 잉글랜드                                    | 웨일스                                      | 아일랜드                                    |
| 1949-50          | 잉글랜드                                    | 스코틀랜드                                  | 웨일스 / 아일랜드                           | 웨일스 / 아일랜드                           |
| 1950-51          | 스코틀랜드                                  | 잉글랜드                                    | 웨일스                                      | 북아일랜드                                  |
| 1951-52          | 웨일스 / 잉글랜드                           | 웨일스 / 잉글랜드                           | 스코틀랜드                                  | 북아일랜드                                  |
| 1952-53          | 스코틀랜드 / 잉글랜드                       | 스코틀랜드 / 잉글랜드                       | 웨일스 / 북아일랜드                         | 웨일스 / 북아일랜드                         |
| 1953-54          | 잉글랜드                                    | 스코틀랜드                                  | 북아일랜드                                  | 웨일스                                      |
| 1954-55          | 잉글랜드                                    | 스코틀랜드                                  | 웨일스                                      | 북아일랜드                                  |
| 1955-56          | 잉글랜드 / 스코틀랜드 / 웨일스 / 북아일랜드 | 잉글랜드 / 스코틀랜드 / 웨일스 / 북아일랜드 | 잉글랜드 / 스코틀랜드 / 웨일스 / 북아일랜드 | 잉글랜드 / 스코틀랜드 / 웨일스 / 북아일랜드 |
| 1956-57          | 잉글랜드                                    | 스코틀랜드                                  | 웨일스 / 북아일랜드                         | 웨일스 / 북아일랜드                         |
| 1957-58          | 잉글랜드 / 북아일랜드                       | 잉글랜드 / 북아일랜드                       | 스코틀랜드 / 웨일스                         | 스코틀랜드 / 웨일스                         |
| 1958-59          | 북아일랜드 / 잉글랜드                       | 북아일랜드 / 잉글랜드                       | 스코틀랜드                                  | 웨일스                                      |
| 1959-60          | 스코틀랜드 / 잉글랜드 / 웨일스              | 스코틀랜드 / 잉글랜드 / 웨일스              | 스코틀랜드 / 잉글랜드 / 웨일스              | 북아일랜드                                  |
| 1960-61          | 잉글랜드                                    | 웨일스                                      | 스코틀랜드                                  | 북아일랜드                                  |
| 1961-62          | 스코틀랜드                                  | 웨일스                                      | 잉글랜드                                    | 북아일랜드                                  |
| 1962-63          | 스코틀랜드                                  | 잉글랜드                                    | 웨일스                                      | 북아일랜드                                  |
| 1963-64          | 잉글랜드 / 스코틀랜드 / 북아일랜드          | 잉글랜드 / 스코틀랜드 / 북아일랜드          | 잉글랜드 / 스코틀랜드 / 북아일랜드          | 웨일스                                      |
| 1964-65          | 잉글랜드                                    | 웨일스                                      | 스코틀랜드                                  | 북아일랜드                                  |
| 1965-66          | 잉글랜드                                    | 북아일랜드                                  | 스코틀랜드                                  | 웨일스                                      |
| 1966-67          | 스코틀랜드                                  | 잉글랜드                                    | 웨일스                                      | 북아일랜드                                  |
| 1967-68          | 잉글랜드                                    | 스코틀랜드                                  | 웨일스 / 북아일랜드                         | 웨일스 / 북아일랜드                         |
| 1968-69          | 잉글랜드                                    | 스코틀랜드                                  | 북아일랜드                                  | 웨일스                                      |
| 1969-70          | 잉글랜드 / 웨일스 / 스코틀랜드              | 잉글랜드 / 웨일스 / 스코틀랜드              | 잉글랜드 / 웨일스 / 스코틀랜드              | 북아일랜드                                  |
| 1970-71          | 잉글랜드                                    | 북아일랜드                                  | 웨일스                                      | 스코틀랜드                                  |
| 1971-72          | 스코틀랜드 / 잉글랜드                       | 스코틀랜드 / 잉글랜드                       | 북아일랜드                                  | 웨일스                                      |
| 1972-73          | 잉글랜드                                    | 북아일랜드                                  | 스코틀랜드                                  | 웨일스                                      |
| 1973-74          | 스코틀랜드 / 잉글랜드                       | 스코틀랜드 / 잉글랜드                       | 웨일스 / 북아일랜드                         | 웨일스 / 북아일랜드                         |
| 1974-75          | 잉글랜드                                    | 스코틀랜드                                  | 북아일랜드                                  | 웨일스                                      |
| 1975-76          | 스코틀랜드                                  | 잉글랜드                                    | 웨일스                                      | 북아일랜드                                  |
| 1976-77          | 스코틀랜드                                  | 웨일스                                      | 잉글랜드                                    | 북아일랜드                                  |
| 1977-78          | 잉글랜드                                    | 웨일스                                      | 스코틀랜드                                  | 북아일랜드                                  |
| 1978-79          | 잉글랜드                                    | 웨일스                                      | 스코틀랜드                                  | 북아일랜드                                  |
| 1979-80          | 북아일랜드                                  | 잉글랜드                                    | 웨일스                                      | 스코틀랜드                                  |
| 1980-81          | 북아일랜드 분쟁으로 인해 대회 도중 중단됨   | 북아일랜드 분쟁으로 인해 대회 도중 중단됨   | 북아일랜드 분쟁으로 인해 대회 도중 중단됨   | 북아일랜드 분쟁으로 인해 대회 도중 중단됨   |
| 1981-82          | 잉글랜드                                    | 스코틀랜드                                  | 웨일스                                      | 북아일랜드                                  |
| 1982-83          | 잉글랜드                                    | 스코틀랜드                                  | 북아일랜드                                  | 웨일스                                      |
| 1983-84          | 북아일랜드                                  | 웨일스                                      | 잉글랜드                                    | 스코틀랜드                                  |

## 같이 보기
- 영국의 축구